# エミリオ・プッチ

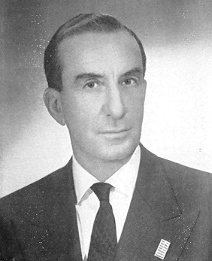
エミリオ・プッチ

エミリオ・プッチ（Emilio Pucci, 1914年11月20日 - 1992年11月29日）は、「プリントの王子」 (Prince of Prints) の異名を持つイタリアナポリ出身の男性ファッションデザイナー、政治家。また、彼が創始したファッションブランド。

## プロフィール
フィレンツェの侯爵家に生まれ、1934年から1935年にかけてスキーナショナルチームに所属、自身のデザインしたスキーウェアを着ていた。ミラノ大学卒業後、アメリカ合衆国ジョージア州アセンズの大学で就学。その後さらに1937年にオレゴン州ポートランドのリード大学で社会学を学ぶ。
1939年イタリアに帰国。フィレンツェの大学で1941年、政治学で博士号を取得。第二次世界大戦中にはイタリア空軍でパイロットを経験し、その後、政治家になりイタリア議会にも10年間在籍した。
1947年、高校時代のスキーウェアを雑誌「ハーパース・バザー」に掲載。これが予想外の人気を得る。その後は同誌から女性用の冬服デザインを依頼され、ニューヨークで売り出され、スポーツウエアのデザイナーとして評判を高める。先の細いパンツ、カプリパンツ、ショーツ、リゾートドレス、鮮明なプリント柄と大胆な図柄、色を使った通称「プッチ柄」が特徴的で、マリリン・モンロー、エリザベス・テーラー、ジャクリーヌ・ケネディ等、アメリカを中心に各国のセレブに受け入れられ、衣服、カーペットなどを制作する。1964年にはアメリカのブラニフ航空の客室乗務員の制服をデザイン。1971年アポロ15号使節団のロゴなどを制作する。なおデザインを手掛ける傍ら、政治家としても活躍を続けていた。1980年代にはアメリカの高級車「リンカーン・タウンカー」や「コンチネンタル」の特別仕様の内外装を手掛ける。1990年に、CFDA （The Council of Fashion Designers of America）に表彰される。1992年に死去。
エミリオの死後、ブランドのデザインは娘のラウドミア・プッチ （Laudomia Pucci）が手がける。1997年ミラノの会社に経営権を譲渡し、2000年、LVモエ・ヘネシーグループの傘下に入る。本社はフィレンツェ。
2001年秋冬からジュリオ・エスパーダがアーティスティック・ディレクターを務めた。その後2003年春夏より、クリスチャン・ラクロワがアーティスティック・ディレクターとなった。現在娘のラウドミア・プッチがイメージ・ディレクターを務め、2006年秋冬からはイギリス人のマシュー・ウィリアムソンが、そして2009年秋冬からはピーター・デュンダスがクリエイティブ・ディレクターを務めていたが、2015年4月にマッシモ・ジョルジェッティが就任した。
2004年秋冬からスキーウェアコレクションを、ロシニョールとの提携により再開している。

## 日本での展開
日本では「エミリオ・プッチ 銀座店 」が東京銀座に2004年11月26日オープン（2019年現在は閉店）。新宿伊勢丹店など、関東・中部・関西・九州の百貨店内において10店舗を展開している。
LVMHファッション・グループ・ジャパン株式会社 エミリオ・プッチ ジャパン（日本法人）のプレジデント＆CEOは、茂木克仁。